# Römershager Forst-Ost
Der Römershager Forst-Ost ist ein 3,76 km² großes gemeindefreies Gebiet im Landkreis Bad Kissingen in der bayerischen Rhön. Das Gebiet ist komplett bewaldet.

## Geografie

### Lage
Der Römershager Forst-Ost liegt östlich der Stadt Bad Brückenau mit dem namensgebenden Stadtteil Römershag. Durch das gemeindefreie Gebiet verlaufen die Bundesautobahn 7 und die Bundesstraße 286. Die höchste Erhebung ist der Schafberg mit 564 m ü. NN.

### Nachbargemeinden
| Stadt Bad Brückenau |                            | Gemeinde Riedenberg |
|                     |                            |                     |
|                     | Gemeinde Oberleichtersbach |                     |